# Franz Josef Neyer
Franz Josef Neyer (* 3. April 1961) ist ein deutscher Psychologe und Professor an der Friedrich-Schiller-Universität Jena.

## Werdegang
Neyer studierte  ab 1983 Psychologie an der Ludwig-Maximilians-Universität München; 1989 schloss er mit dem Diplom ab.
Anschließend war er Mitarbeiter am Deutschen Jugendinstitut in München. 1994 promovierte er bei Klaus Schneewind mit einer Arbeit zu sozialen Beziehungen junger Erwachsener zum Dr. phil., ebenfalls in München. Es folgte eine Anstellung am Max-Planck-Institut für psychologische Forschung in der Abteilung von Franz E. Weinert und 1997 ein Wechsel an die Humboldt-Universität zu Berlin als Assistent bei Jens Asendorpf, wo er sich 2002 zur Persönlichkeits- und Beziehungsentwicklung im Erwachsenenalter habilitierte.
2006 erhielt Neyer eine Professur an der Universität Vechta für Entwicklungspsychologie des mittleren und höheren Erwachsenenalters, 2007 eine Professur für Differentielle und Persönlichkeitspsychologie an der Universität Potsdam.
Seit 2009 ist Neyer Professor für Persönlichkeitspsychologie und Psychologische Diagnostik an der Universität Jena. Von 2014 bis 2017 und von 2020 bis 2023 leitete er als Direktor das Psychologische Institut der Universität. Von 2020 bis 2024 war Neyer gewähltes Mitglied des Fachkollegiums Psychologie der Deutschen Forschungsgemeinschaft.

## Forschungsinteressen
Hauptinteressen Neyers sind Persönlichkeitsentwicklung, Familiendynamiken, die Psychologie von Partnerschaft, Freundschaft und Alleinleben sowie die Bedeutung von Mobilität für die Entwicklung junger Erwachsener. Von 2014 bis 2022 war er am Familien- und Beziehungspanel Pairfam beteiligt, das von der Deutschen Forschungsgemeinschaft als Langfristvorhaben gefördert wurde. 

## Auszeichnungen
- William-Stern-Preis der Deutschen Gesellschaft für Psychologie DGPs 2005[3]